# Kungsgården
Kungsgården è un'area urbana della Svezia situata nel comune di Sandviken, contea di Gävleborg.
La popolazione rilevata nel censimento 2010 era di 1 033 abitanti .